# Waardig Ouder Worden (België)
Waardig Ouder Worden, beter bekend onder de afkorting WOW, was een Belgische politieke partij, die zich vooral richtte tot ouderen. Haar vestigingszetel was in Antwerpen gelegen.

## Geschiedenis
Waardig Ouder Worden ontstond uit de interne spanningen binnen ROSSEM, de partij rond Jean-Pierre Van Rossem, en was de grootste en eerste afscheuring van die partij. Tot de initiatiefnemers van de partij behoren Hendrik Boonen en Paul Verledens, kort daarna (1993) sluit ook George Ver Eecke aan. Verledens werd aangesteld tot voorzitter. Het jaar daarop werd Ver Eecke verkozen tot het enige Antwerpse provincieraadslid van de partij. Het enige Antwerps raadslid vond dat hij het Vlaams Blok van toen nodig had om samen een oppositie-coalitie te sluiten.
Bij haar eerste deelname aan de Europese verkiezing van 12 juni 1994 haalde de partij een onverwacht groot succes met 3,45% van de Vlaamse stemmen. Bij de daaropvolgende gemeenteraadsverkiezingen in 1994 behaalde de partij 3,8% van de stemmen in Antwerpen, goed voor één zetel in de gemeenteraad voor Jef Van Leemput. In de Antwerpse districtsraad raakte Hugo Bols verkozen.
WOW erfde ook de interne spanningen van ROSSEM en voor de verkiezingen van de Vlaamse Raad op 21 mei 1995 kwamen er twee WOW's op. George Ver Eecke werd door de "echte" WOW aangewezen als lijsttrekker voor de Senaat, hij werd echter niet verkozen. In 1999 herenigde hij de uiteengevallen partij en werd lijsttrekker voor de verkiezingen van de Vlaamse Raad. Ook ditmaal zonder succes. Voorzitter in deze periode was André Crahay.
Bij de provincieraadsverkiezingen van 2000 werd gewezen politiechef Frans Verbergt gekozen als lijsttrekker voor de provincie Antwerpen en Crahay vervulde deze functie in de stad Antwerpen. In juni 2000 stapte Ver Eecke samen met een 10-tal WOW-mandatarissen over naar het Vlaams Blok en werd voor deze partij verkozen in de Antwerpse gemeenteraad.

## Structuur

### Voormalig voorzitters
- Paul Verledens
- André Crahay

### Overige bekende (ex-)leden
- Hendrik Boonen
- Antoine Denert (in 1995 lijsttrekker voor het Vlaams Parlement in kieskring Gent)[9]
- Jozef Van Leemput
- George Ver Eecke